# Championnat de France féminin de handball 1951-1952
Navigation
Saison 1952-1953
Le championnat de France 1951-1952 est la 1re édition du Championnat de France féminin de handball disputé à sept joueuses. Jusqu'alors, c'est dans sa version à 11 joueuses sur un terrain de football qui prévaut et donne lieu à un championnat de France.
Le titre de champion de France à sept est remporté par l'École Simon-Siégel, victorieuse en finale du Paris UC. Le Fémina Sport, par ailleurs vainqueur du championnat à onze, et le CA Saint-Fons ont été battus en demi-finale. 

## Modalités
La Fédération française de handball a organisé pour la première fois une grande épreuve féminine de handball à sept dont le vainqueur porte le titre de Champion de France. Ce Championnat a réuni d'entrée le nombre élevé de 41 clubs. L'organisation matérielle de l'épreuve est régie par l'article 3 suivant du règlement : « L'épreuve se disputera par poules régionales qualifiant au maximum un ou deux clubs pour, dans une phase finale suivant une formule coupe, réunir seize clubs dans les conditions ci-désignées ».
- Poule I. — Alsace, trois clubs (aller-retour) et un qualifié.
- Poule II. — Bourgogne-Lyonnais, six clubs (aller) et deux qualifiés.
- Poule III. — Lyonnais-Provence. quatre clubs (aller) et un qualifié.
- Poule IV. — Guyenne-Atlantique, six clubs (aller) et deux qualifiés.
- Poule V. — Anjou-Île-de-France, cinq clubs (aller) et deux qualifiés.
- Poule VI. — Flandres-Île-de-France, cinq clubs (aller) et deux qualifiés.
- Poule VII. — Île-de-France, cinq clubs (aller) et deux qualifiés.
- Poule VIII. — Île-de-France, quatre clubs (aller) et un qualifié.
- Le Fémina Sport, l'École Simon-Siégel et l'US Métro Transports sont exempts du tour préliminaire et directement qualifiés pour les huitièmes de finale[3].

La première phase du Championnat doit être terminée le 6 janvier. La phase finale est prévue aux dates suivantes : huitièmes de finale le 13 janvier, quarts de finale le 27 janvier, demi-finales le 10 février et finale le 17 ou 21 février, au stade Coubertin.
Parmi les clauses originales du règlement de cette épreuve, relevons les suivantes :
- Article 12. — Une équipe pourra être composée de joueuses seniors ou juniors sans distinction.
- Article 15. — Les clubs s'engagent à poursuivre le Championnat de France jusqu'au terme de chaque tour pour lequel ils sont qualifiés. Un club déclarant forfait au cours de la compétition 1951-52 verra sa participation au Championnat de France de l'année suivante conditionnelle. Par ailleurs, il sera exclus immédiatement de la compétition en cours. En outre, après enquête de la Commission Sportive sur les raisons du forfait, il pourra être frappé d'une amende allant jusqu'au paiement d'une indemnité compensatrice (représentant le montant des frais ferroviaires que l'adversaire aurait engagés). En cas de forfait tardif (moins de quinze jours avant la date fixée pour la rencontre) outre les sanctions prévues ci-dessus, le club défaillant devra rembourser au club adverse les frais d'organisation qu'il aurait pu engager.
- Article 18. — La Fédération participera pour 40 % aux frais de transports supérieurs à 30 kilomètres (chemin de fer troisième classe, collectif sportif 50 %, neuf joueuses plus un dirigeant) pendant toute la compétition.
- Article 19. — Les arbitres ou, en cas d'accord avec ceux-ci, les organisateurs doivent téléphoner les résultats à l'issue du match à la Fédération. Les frais de ces communications seront à la charge de la Fédération : TRINITE 03-93, entre 17h15 et 18h45.

## Tour préliminaire
Les résultats du tour préliminaire sont, :

### Poule I –Alsace
- 25 novembre : AS Mulhouse bat SR Colmar 5-2.
- 2 décembre : Strasbourg EC bat AS Mulhouse 6-1.
- 9 décembre : Strasbourg EC bat SR Colmar, 8-0.
- 16 décembre : AS Mulhouse et SR Colmar, 2-2.
- 23 décembre : Strasbourg EC bat AS Mulhouse, 4-1.

Classement final
1. Strasbourg EC, 12, Qualifié
2. AS Mulhouse, 7
3. Sports réunis Colmar, 5.

### Poule II –Bourgogne-Lyonnais
- 25 novembre : 
  - CA Saint-Fons bat US Vaulx 10-0
  - CSL Dijon bat CGES Lyon 3-1
  - OSC Dijon bat ASPTT Dijon 2-1.
- 2 décembre : 
  - St-Fons bat CSL Dijon 3-2
  - USC Dijon bat CGES Lyon 1-0
  - ASPTT Dijon bat Vaulx 4-0.
- 9 décembre :
  - CGES Lyon et PTT Dijon, 2-2.
  - CA St-Fons bat USC Dijon, 3-2.
  - CSL Dijon bat US Vaulx, par forfait.
- 16 décembre :
  - CA St-Fons bat CGES Lyon, 3-1.
  - CSL Dijon bat PTT Dijon, 7-6.
- 23 décembre :
  - CA St-Fons bat PTT Dijon, 5-0.
  - CSL Dijon bat USC Dijon, 3-0.

Classement final
1. CA Saint-Fons, 12, Qualifié
2. CSL Dijon, 10, Qualifié
3. USC Dijon, 8
4. CGES Lyon, 5
5. ASPTT Dijon, 5.
6. US Vaulx-en-Velin, forfait général

### Poule III – Lyonnais-Provence
- 25 novembre : 
  - O. Marseille bat Rhodia Club 4-1
  - ASU Lyon bat SMUC Marseille par forfait.
- 9 décembre : 
  - ASU Lyon bat O. Marseille, 5-2.
- 16 décembre : 
  - O. Marseille bat SMUC Marseille, 3-1.
  - ASUL bat Rhodia-Club, 13-0.

Classement final
1. ASUL Vaulx-en-Velin , 9, Qualifié
2. Olympique de Marseille , 7
3. Stade Marseillais Université Club , 3
4. Rhodia Club, 2.

### Poule IV –Guyenne-Atlantique
- 25 novembre : 
  - CA Béglais bat S Bordelais UC 3-0
  - Bordeaux EC bat ASPOM 1-0
  - HBC Yonnais bat CAM Bordeaux 3-1.
- 2 décembre : 
  - HBC Yonnais et BEC 1-1
  - CAM Bordeaux bat SBUC 4-2
  - CA Béglais bat ASPOM 2-1.
- 9 décembre :
  - ASPOM bat HBC Yonnais. 2-1.
  - BEC bat SBUC, 5-0.
  - CA Bègles bat CAM Bordeaux, 3-2.
- 16 décembre :
  - HBC Yonnais bat CA Bègles, 3-1.
  - BEC bat CAM Bordeaux, 4-2.
  - ASPOM bat SBUC, 5-3.
- 23 décembre
  - CAM Bordeaux et ASPOM, 1-1.

Classement final
1. HBC Yonnais, 11, Qualifié
2. Bordeaux EC, 10, Qualifié
3. CA Bègles, 9
4. ASPOM, 5
5. CAM Bordeaux, 5.
6. Stade bordelais, ?

### Poule V –Anjou-Île-de-France
- 25 novembre : 
  - CA Paris-Nord bat UAI 15-1
  - ES Stains et US Perreux 4-4.
- 2 décembre :
  - Nanmeta Sp. bat ES Stains 4-3.
- 9 décembre :
  - ES Stains bat UAI 21-1.
  - CA Paris-Nord bat Nanmeta Sp. 3-1.
- 16 décembre :
  - Nanmeta Sp. bat UAI, 16-0.
- 23 décembre
  - Nanmeta Sp. bat US Perreux, 6-2.
  - ES Stains bat CA Paris-Nord, 5-4.

Classement final
1. ES Stains, 11, Qualifié
2. CA Paris-Nord, 10, Qualifié
3. US Perreux, 7
4. Nanmeta Sports Nantes, 7
5. Union athlétique inter-gadzarique (UAI), 4.

### Poule VI –Flandres-Île-de-France
- 25 novembre : 
  - Asnières Sports bat Stade français 10-6
  - ASO Bondy bat US Palaiseau 13-1.
- 2 décembre :
  - Bondy bat Stade français 8-5
- 6 décembre :
  - Asnières bat Bondy. 4-3.
  - Stade français bat Palaiseau, 11-2.
- 16 décembre :
  - Asnières bat Palaiseau, 9-3.

Classement final
1. Asnières Sports, 9, Qualifié
2. AS Bondy, 7
3. Stade français, 7
4. US Palaiseau. 4.

### Poule VII – Île-de-France
- 25 novembre : 
  - PUC bat AAEL Molière 10-2
  - CM Aubervilliers bat ASPTT 12-1.
- 9 décembre :
  - Molière bat ASPTT, pénalité.
  - PUC bat Conflans, 13-7.
- 16 décembre :
  - Conflans bat ASPTT, 7-6
  - CM Aubervilliers bat Molière, 5-4.
- 23 décembre
  - CM Aubervilliers bat Conflans, 19-1.

Classement final
1. Paris Université Club, 12, Qualifié
2. CM Aubervilliers, 9, Qualifié
3. AAEL Molière, 7
4. HBC Conflans, 6
5. ASPTT (Paris ?), 2.

### Poule VIII – Île-de-France
- 2 décembre :
  - RCF bat Aulnay 8-0.
- 9 décembre :
  - Drancy bat Aulnay, 3-1.
  - CSM Livry-Gargan bat RCF, 3-1.
- 16 décembre
  - RCF bat Drancy, 5-2.
  - CSM Livry-Gargan bat Aulnay. 11-0.

Classement final
1. AS Drancy 11 (+12), Qualifié
2. CSM Livry-Gargan, 11 (+10)
3. Racing Club de France, 11 (+7)
4. Aulnay, 3.

## Phase finale

### Huitièmes de finale
Les résultats des huitièmes de finale, disputés le 13 janvier, sont :
- École Simon-Siégel bat ES Stains, 16-0.
- Fémina Sport bat AS Drancy, 8-1.
- US Métro Transports bat CA Paris-Nord, 16-1.
- CM Aubervilliers bat ASO Bondy 11-1.
- Paris UC bat Asnières Sport, 17-7.
- HBC Yonnais bat Bordeaux EC, 2-1.
- CA Saint-Fons bat Strasbourg EC, 6-2.
- CSL Dijon bat ASU Lyon, 4-1.

### Quarts de finale
Tandis que le Fémina Sport, en déplacement à La Roche-sur-Yon, remportait une victoire on ne peut plus facile (2-15), Simon Siegel et USMT se tiraient une sérieuse bourre, agrémentée par des prolongations, Simon Siegel l'ayant finalement emporté mais de justesse (6-5). Le PUC a dominé assez aisément CM Aubervilliers (10-4) et, à Lyon, le CA St-Fons a pris le meilleur sur le CSL Dijon (6-2), se qualifiant ainsi pour les demi-finales où il aura le redoutable honneur d'être seul à porter le drapeau des clubs régionaux. Les résultats des quarts de finale sont :
- École Simon-Siégel bat US Métro Transports, 6-5 ap
- Paris UC bat CM Aubervilliers, 10-4.
- HBC Yonnais est battu par Fémina Sport, 2-15.
- CA Saint-Fons bat CSL Dijon, 6-2.

### Demi-finales
Le tirage au sort a conduit à une première opposition entre les Lyonnaises du CA St-Fons et les étudiantes du PUC, le dimanche 10 février à Dijon. Pendant ce temps, au Parc des Expositions de la porte de Versailles à 16 heures, l'École Simon-Siégel, nullement avantagée par le tirage au sort, dispute la deuxième finale avant l'heure : après l'US Métro Transports, le Fémina Sport espère bien faire chuter les équipières du président, Charles Petit-Montgobert. 
L'École Simon-Siégel, bien que sérieusement inquiétées par les élèves de Joël Fleury, ont réussi à tirer leur épingle du jeu pour arriver à la finale. Pendant ce temps, à Dijon, le PUC parvenait à prendre l'avantage sur le CA St-Fons, grosse révélation de la saison et de l'épreuve :
- École Simon-Siégel bat Fémina Sport 4-3.
- Paris UC bat CA Saint-Fons 4-2.

### Finale
La finale, disputée le 27 février à Coubertin, a vu l'École Simon-Siégel s'imposer face au Paris UC 9-1 (4-0).
Les effectifs des équipes étaient :
- École Simon-Siégel : Tarlet, Bailliot, Marie Krier (capitaine), Hédouin, P. Wolf, R. Wolf, Devaux.
- Paris UC : Caillebaud, Charbonnier, Demerolla, Hoctin, Drouiseau, Mme Duboisset (capitaine), Duranton.